# Киевский 9-й гусарский полк

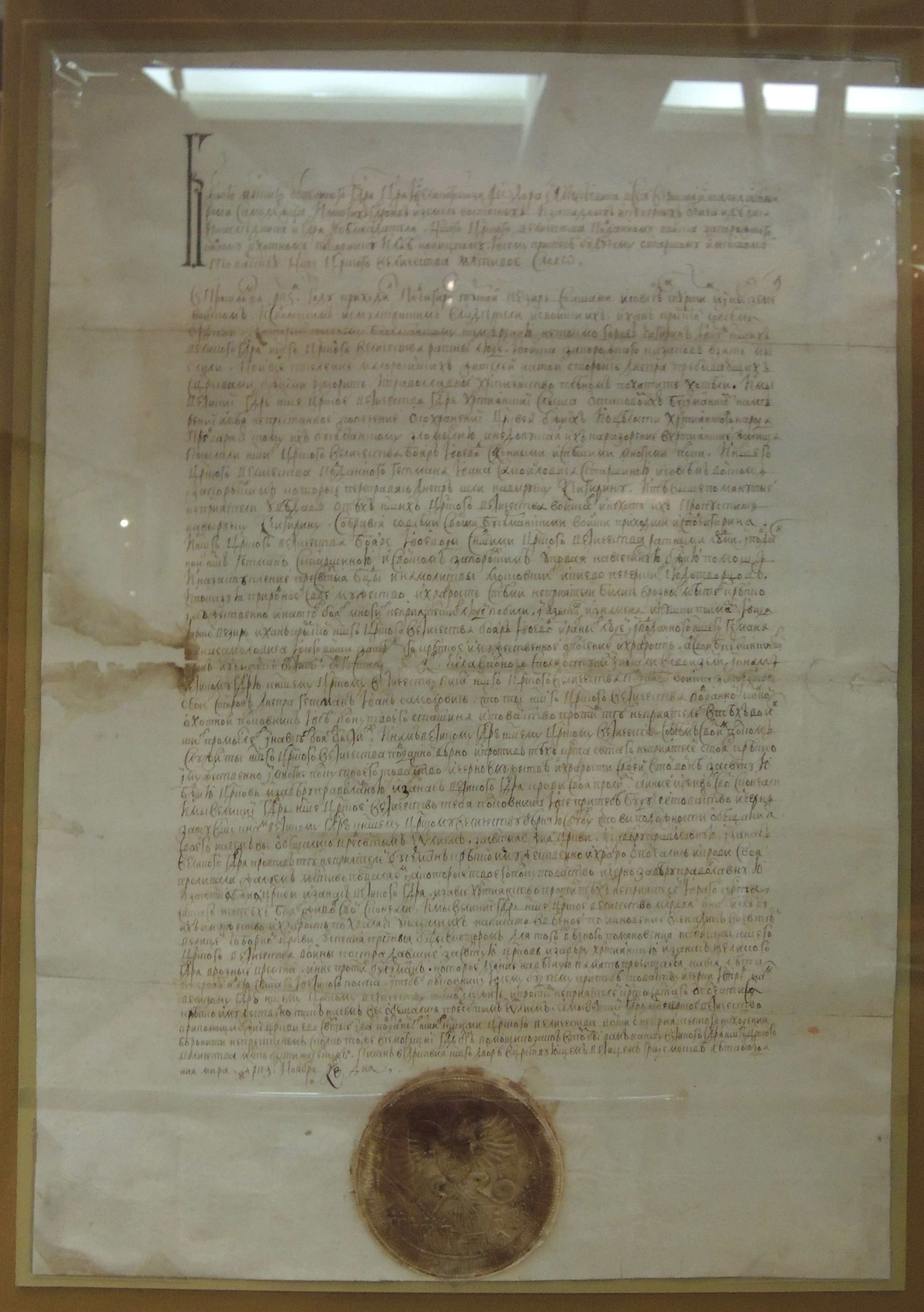
Грамота царя Федора Алексеевича всему Запорожскому войску во главе с конным охотником полковником Ильей Новицким. Благодарность за совместную борьбу с турками во время Чигиринского похода и обещание помощи на будущее. 1679. Прикладная печать Малороссийского приказа. РГАДА.

9-й гусарский Киевский генерал-фельдмаршала князя Николая Репнина полк — кавалерийская часть (гусарский полк) Русской императорской армии.
Старшинство: 30 августа 1668 года. Полковой праздник 17 сентября, день Святой Веры, Надежды, Любови и Софии.
Дислокация полка:
- 1820 — город Борзна Черниговской губернии[1];
- Чугуев Харьковской губернии (1866—1875);
- Васильков Киевской губернии.

## История

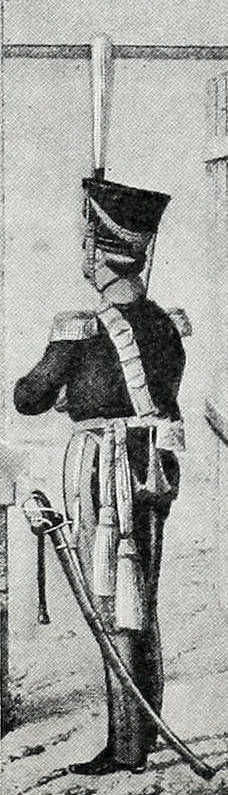
Штаб-офицер Киевского драгунского полка (1817—1820).
Рисунок из «ВЭС»; 1913 год.

### Русское войско и армия
- 30 августа 1668 — Сформирован малороссийским гетманом Демьяном Многогрешным как 1-й кампанейский[2] (Охочекомонный) Киевский казачий полк из казаков, не принадлежавших к провинциальным малороссийским казачьим полкам. Полк был предназначен для охраны гетмана и содержался за счёт государевой казны.
- 24 августа 1775 — кампанейский полк был преобразован в регулярный полк[2], пополнен за счёт малороссийских казаков и переформирован графом Румянцевым-Задунайским в регулярный легкоконный полк.
- 1 мая 1779 — Поименован Киевским легкоконным полком (Киевским полком[2]).
- 28 июня 1783 — При переформировании князем Потёмкиным регулярной конницы приведён в состав шести эскадронов и поименован Киевским легкоконным полком малороссийской конницы.
- 9 февраля 1784 — При образовании Таврической армии переформирован в карабинерный.
- 29 ноября 1796 — При вступлении на престол императора Павла I переименован в Киевский кирасирский полк.
- 19 октября 1798 — Кирасирский генерал-лейтенанта графа Шувалова полк.
- 21 января 1799 — Кирасирский генерал-майора Козенса полк.
- 23 января 1799 — Кирасирский генерал-майора Свечина полк.
- 15 июля 1800 — Кирасирский генерал-майора Заболицкого полк.
- 31 марта 1801 — Повелением императора Александра I переименован в Киевский драгунский полк.
- 3 января 1813 — Переформирован в состав 6 действующих и 1 запасного эскадрона.
- 14 декабря 1826 — Повелением императора Николая I переименован в Киевский гусарский полк.
- 21 марта 1833 — При присоединений 2-го дивизиона Ольвиопольских гусар приведён в состав 8 действующих и 1 резервного эскадрона. Назначен в 1-ю бригаду 4-й лёгкой кавалерийской дивизии.
- 3-5 июля 1839 — участвовал в церемониале перенесения тела Петра Багратиона из села Сима Владимирской губернии в Бородино[3].
- 26.08.1839 — гусарский Его Императорского Высочества Герцога Максимилиана Лейхтенбергского полк (Выс. пр.)
- 31 декабря 1851 — Назначен во 2-ю бригаду 6-й лёгкой кавалерийской дивизии.
- 20.10.1852 — гусарский Его Императорского Высочества Князя Николая Максимилиановича полк.
- 18.09.1856 — полк приведён в состав 4-х действующих и 2-х резервных эскадронов (2ПСЗ, XXXI, 30966).
- 19.03.1857 г. — Киевский гусарский Его Императорского Высочества Князя Николая Максимилиановича полк
- 23.03.1859 г. — резервные эскадроны отделены в состав резервной кавалерийской бригады 5-й кавалерийской дивизии (2ПСЗ, XXXIV, 34526).
- 29.12.1863 — 6-й резервный эскадрон упразднён. В составе 5-й резервной кавалерийской бригады оставлен резервный эскадрон Киевского гусарского Его Императорского Высочества Князя Николая Максимилиановича полка (2ПСЗ, XXXVIII, 40425).
- 25.03.1864 — 9-й гусарский Киевский Его Императорского Высочества Князя Николая Максимилиановича полк (Выс. пов.).
- 27.07.1875 — резервный эскадрон переименован в запасный эскадрон (пр. по вв. № 202).
- 18.08.1882 — 27-й драгунский Киевский Его Императорского Высочества Князя Николая Максимилиановича полк.

Условия службы в кавалерии стали неприглядными. Новые дикие наименования — «Бугские драгуны», «Павлоградские драгуны», «Ахтырские драгуны» — резали ухо кавалеристам и щемили их сердце. Многие офицеры покинули ряды конницы, особенно когда «подрагуненные» полки были одеты в кафтаны и армяки нового псевдорусского покроя и двинуты в захолустные стоянки на западную границу, откуда стала чувствоваться угроза. В Киевском гусарском полку, например, все офицеры подали в отставку, когда их полк, существовавший двести с лишним лет, был переименован в драгунский 27-й.— [militera.lib.ru/h/kersnovsky1/12.html Керсновский А.А. История Русской армии]
- 11.08.1883 — полк приведён к состав 6-ти эскадронов. Запасный эскадрон обращён в отделение кадра № 9 кавалерийского запаса (пр. по в.в № 197).
- 12.01.1891 — 27-й драгунский Киевский полк.
- 28.10.1894 — 27-й драгунский Киевский Его Королевского Высочества Принца Валлийского полк (Выс. пр.).
- 16.09.1896 — выделен один эскадрон на формирование 52-го драгунского Нежинского полка. Взамен образован новый эскадрон (Выс. пр. от 12.11.1896).
- 23.01.1901 — 27-й драгунский Киевский Его Величества Короля Эдуарда VII полк.
- 6.12.1907 — 9-й гусарский Киевский Его Величества Короля Эдуарда VII полк.
- 8.05.1910 — 9-й гусарский Киевский полк.
- 6.05.1913 — 9-й гусарский Киевский генерал-фельдмаршала князя Николая Репнина полк.

### Белое движение
- Осенью 1918 года в Ставрополе сформирован из офицеров Киевского полка, мобилизованных станичников и добровольцев эскадрон в составе дивизиона 9-й кавалерийской дивизии.
- В начале 1919 года участвовал в боях с махновцами и красными в районе города Мариуполя, после чего пароходом был перевезён в г. Таганрог.
- В июне 1919 года эскадрон был переброшен под Харьков и развёрнут в дивизион из трёх двух конных и одного пешего эскадрона в сводном полку 9-й кавалерийской дивизии в составе конного корпуса генерал-лейтенанта Юзефовича.
- В сентябре-октябре 1919 года сражался с махновцами в районе г. Александровска.
- В декабре 1919 года отошёл в Крым.
- Зимой 1919—1920 участвовал в защите Перекопского вала в составе конной группы генерала Назарова.
- Весной 1920 года составил дивизион в 5-м кавалерийском полку, в который была сведена 9-я кавалерийская дивизия.
- 2 ноября 1920 года погрузился на пароход в Ялте и отплыл в Галлиполи, где киевцы составили 3-й эскадрон 2-го кавалерийского полка в дивизии генерала Барбовича (офицерский состав 25 чел., командир полковник В. В. Берестовский).
- В 1921—1923 годах нёс пограничную службу на Албанской границе.
- В 1923—1924 годах был занят на дорожных и горных работах.
- В 1924 году участвовал в изгнании большевиков из Албании, после чего был принят на службу королём Албании.

## Форма 1914 года

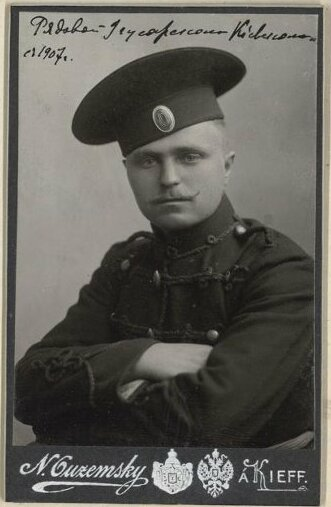
Рядовой Киевского 9-го гусарского полка.
Николай Александрович Уземский, из коллекции ГИМ, 1907 г.

Общегусарский. Доломан, тулья, клапан — пальто, шинели — тёмно-зелёный, шлык, околыш, погоны, варварки, выпушка — алый, металлический прибор — золотой.

### Флюгер
Флюгер (прапорец), цвета: верх — алый, полоса — жёлтый, низ — тёмно-зелёный.

## Участие в боевых действиях
- 1678 — В составе войска гетмана Ивана Самойловича участвовал в отражении набега турецкого визиря и крымского хана на Чигирин.
- 1695 — Участвовал в Азовском походе Петра I и неудачном штурме крепости.
- 1700—1721 — Участвовал в событиях Северной войны.
- 1735—1739 — Участвовал в русско-турецкой войне. Крымском походе Миниха. Взятие Хотина.
- Во время русско-турецкой войны 1787—1791 годов находился в составе Украинской армии. В 1789 году участвовал в сражении у р. Сальчи.

Киевский карабинерный полк послан генерал-поручиком князем Г. С. Волконским для подкрепления Козаков. Вдруг убитые турки раздеты были донага, и у нас в пехотном авангарде сделалась ярмонка: оружие разного рода, конские богатые уборы и лошади продавались за ничто. Козаки гнали их версты три. Киевский полк под командою секунд-майора Гельвига, за отсутствием полковника и прочих старших штаб-офицеров, проскакав мимо Козаков и оставя их за собою, поражал неприятелей, не доезжая версты за две до их лагеря. Турки, увидя, что гнал их один только карабинерный полк, остановились и в свою очередь атаковали наших; храбрый секунд-майор Гельвиг, видя, что козаки далеко от него отстали, принужден был ретироваться, по временам останавливаясь, когда турки сильно на него напирали, и таким образом соединился с козаками с небольшою потерею… Секунд-майор Гельвиг, узнав, что в донесении светлейшему князю сказано, что Киевский полк только подкреплял Козаков, сказал князю Репнину: «Ваше сиятельство, вы не отдали должной справедливости Киевскому полку, ибо я гнал неприятеля до самого его лагеря, а козаки от меня отстали около четырёх верст, в чём они сами сознаются, и подвиг мой был в виду всего авангарда». Князь с досадою выговаривал ему за дерзость и [сказал], что он хотел было представить его к повышению чином. Гельвиг сказал, что не себя считал обиженным, но полк и уверен, что главнокомандующий не откажет сделать сие дело гласным в армии; что касается до него, то он при отставке без всякой рекомендации получит чин.— Энгельгардт Л.Н. Записки (М.: Новое литературное обозрение, 1997), с. 81-82.
- Назначен в Обсервационный корпус ген. Михельсона.
- 28 июня 1791 — В сражении у Мачина опрокинул турецкую кавалерию и преследовал её до укреплений.
- 1792 — Участвовал в Польском походе.
- 15 июля 1792 — У Острога на Волыни разбил крупный польский отряд.
- 1806 — Участвовал в Прусском походе в составе корпуса Беннигсена.
- 14 декабря 1806 — Отличился при защите переправы через р. Нарев при Пултуске.
- Участвовал в сражениях при Гейльсберге и Фридланде.
- 1809 — Участвовал в Галицийском походе в составе корпуса Голицина.
- 1812 — В ходе Отечественной войны в составе 2-й Западной армии с боями отступал от Волковыска к Смоленску.
- 24 августа 1812 — У Шевардина дважды атаковали поляков и опрокинули их, потеряв раненым шефа полка.
- При Бородине был назначен в резерв 2-й армии, участвовал в нескольких атаках.
- Участвовал в сражениях при Малоярославце, Вязьме и Красном.
- 1813 — В составе корпуса барона Корфа (Силезская армия) участвовал в сражениях при Люцене и Бауцене, в боях у Гельмдорфа, Левенберга (захватил 6 орудий и 714 пленных) и Кацбаха.
- В битве при Лейпциге фронтальной атакой опрокинул французскую конницу и захватил 7 орудий. 7 октября первыми ворвались в город и захватили в плен 2 генералов, 26 офицеров и батальон пехоты. Шеф полка Эммануэль с 14 драгунами лично взял в плен корпусного командира Лористона.
- 1814 — Участвовал в сражениях при Реймсе, Трильпоре и Мо.
- 5 июля 1839 — Полк участвовал в торжественном перезахоронении останков П. И. Багратиона.

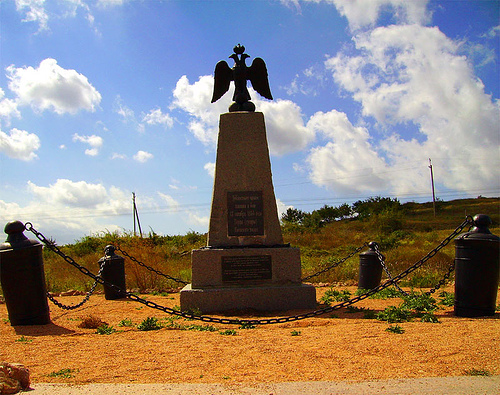
Памятник гусарам Киевского полка в Севастополе

В сражении при Альме в 1854 г. Киевский гусарский полк неудачно атаковал англичан и отступил. Разгневанный Николай I повелел всему полку снять шпоры с правой ноги, и только после его смерти гусары добились «помилования» у нового царя.
Активно участвовал в Заднестровской операции 26 апреля — 2 мая 1915 г.

9-я кавалерийская дивизия князя Бегильдеева дралась в Галиции, под Львовом, на Сане и при осаде Перемышля. Пушки, взятые у австрийцев 1-м Уральским полком, послужили началом Уральской казачьей артиллерии, упраздненной после пугачевского бунта. В 1916 году в Брусиловское наступление казанские драгуны, бугские уланы и киевские гусары прославились, как мы знаем, атакой укрепленной позиции при Порхове, а уральцы — атакой у Гниловод.— Керсновский. История русской армии

## Знаки отличия
- Полковой Георгиевский штандарт с надписью «За отличие против неприятеля в сражениях у Кацбаха 14 августа 1813 года» и «1668-1868» с Александровской юбилейной лентой. Высочайшая грамота от 29.05.1826 и 30.08.1868.
- 17 Георгиевских труб с надписью «За отличие в Турецкую войну 1877—1878 годов». Пожалованы 17.04.1878. Высочайшая грамота 21.07.1878.
- Знаки на головные уборы с надписью «За отличие». Пожалованы 30.08.1814 за подвиги в войне с французами в 1812—1814 годах.
- Шитые гладкие петлицы на воротнике и обшлагах мундира. Приказ по Военному ведомству от 04.03.1901.

## Знаки различия

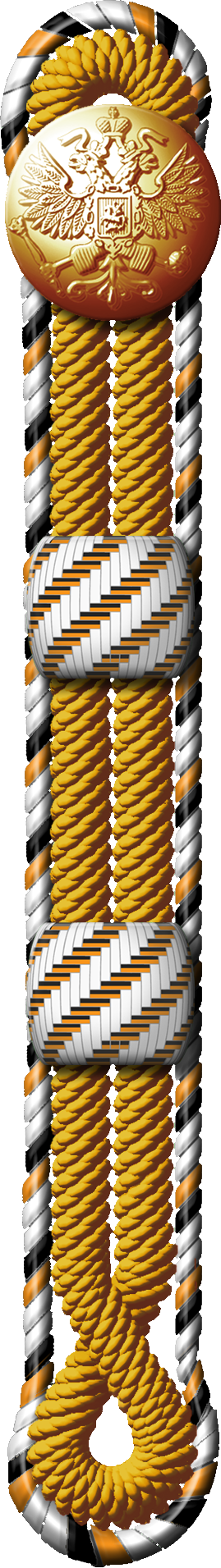
Младший унтер-офицер на правах вольно- определяющегося (шнуры наплечные на доломане, 1908—1917 гг.)

| Шнуры наплечные на доломане |              |              |              |                |              |              |
| Классный чин                | Полковник    | Подполко́вник | Ротмистр     | Штабс-ротмистр | Пору́чик      | Корнет       |
| Группа                      | Штаб-офицеры | Штаб-офицеры | Обер-офицеры | Обер-офицеры   | Обер-офицеры | Обер-офицеры |

| Описание                    | Знаки различия по состоянию на 1910—1912 гг. | Знаки различия по состоянию на 1910—1912 гг. | Знаки различия по состоянию на 1910—1912 гг. | Знаки различия по состоянию на 1910—1912 гг. | Знаки различия по состоянию на 1910—1912 гг. | Знаки различия по состоянию на 1910—1912 гг. |
| --------------------------- | -------------------------------------------- | -------------------------------------------- | -------------------------------------------- | -------------------------------------------- | -------------------------------------------- | -------------------------------------------- |
| Шнуры наплечные на доломане |                                              |                                              |                                              |                                              |                                              |                                              |
| Воинское звание             | Подпрапорщик                                 | Вахмистр                                     | Старший Унтер-офицер                         | Младший Унтер-офицер                         | Ефрейтор                                     | Гусар                                        |
| Группа                      | Унтер-офицеры                                | Унтер-офицеры                                | Унтер-офицеры                                | Унтер-офицеры                                | Рядовые                                      | Рядовые                                      |

Другие
- Младший унтер-офицер на правах вольно- 
определяющегося (шнуры наплечные на доломане, 1908—1917 гг.)

## Шефы полка
Шефы или почётные командиры полка:
- 03.12.1796 — 28.03.1798 — генерал-майор (с 04.01.1798 генерал-лейтенант) Неплюев, Иван Николаевич
- 28.03.1798 — 21.01.1799 — генерал-лейтенант граф Шувалов, Пётр Андреевич
- 21.01.1799 — 23.01.1799 — генерал-майор Козенс, Александр Рыцаревич
- 23.01.1799 — 15.07.1800 — генерал-майор Свечин, Алексей Сергеевич
- 15.07.1800 — 07.08.1803 — генерал-майор Заболицкий, Иван Федотович
- 25.08.1803 — 21.01.1809 — генерал-майор Львов, Пётр Николаевич
- 21.01.1809 — 01.09.1814 — полковник (с 26.12.1812 генерал-майор, с 27.03.1814 генерал-лейтенант) Эммануэль, Георгий Арсеньевич
- 23.10.1838 — 20.10.1852 — герцог Максимилиан Лейхтенбергский
- 20.10.1852 — 12.01.1891 — князь Романовский, Николай Максимилианович, 4-й герцог Лейхтенбергский
- 28.10.1894 — 08.05.1910 — принц Уэльский, с 1901 года — король Великобритании Эдуард VII

## Командиры полка
Лица, командовавшие полком до 1776 года, то есть до его переформирования в регулярный полк, в списках чинов русской армии не значились. Они являлись полковниками, то есть командирами полка, по должности, а не по чину.
- на 1678 — полковник Илья Фёдорович Новицкий
- 1706—1709 — Галаган, Игнатий Иванович
- 1709—1712 — Чуга, Василий
- 09.07.1712 — 1723 — Иваненко, Григорий Иванович («Григораш»)
- 1724 — хх.06.1729 — Тонконог, Григорий Яковлевич
- 1729 — 15.04.1753 — Гайворонский, Григорий Павлович
- хх.04.1753 — 01.12.1755 — временный командующий Гайворонский, Стефан Григорьевич
- 01.12.1755 — 09.01.1762 — Крыжановский, Антон Степанович
- 14.02.1762 — 1769? — Кодинец, Моисей Кириллович
- 16.11.1770 — хх.12.1775 — Шаула, Андрей Яковлевич
- 28.06.1777 — 21.04.1784 — полковник (с 28.06.1782 бригадир) Салеман, Карл Иванович (Карл Мангус)
- 21.04.1784 — 01.01.1793 — полковник (с 21.04.1789 бригадир) Гудович, Михаил Васильевич
- 01.01.1793 — 22.02.1797 — полковник (с 01.01.1795 бригадир) Гудович, Александр Васильевич
- 22.02.1797 — 11.10.1797 — полковник Гудович, Николай Васильевич
- 25.02.1798 — 18.09.1798 — полковник Гельвиг, Христиан
- 22.11.1798 — 06.10.1801 — майор (с 27.04.1799 подполковник, с 23.04.1800 полковник) Ремер, Фёдор Фёдорович
- 06.10.1801 — 04.09.1805 — полковник Ребиндер, Отто Иванович
- 04.09.1805 — 12.12.1807 — полковник Булгарчич, Матвей Иванович
- 12.05.1808 — 11.12.1808 — полковник Эммануэль, Георгий Арсеньевич
- 02.02.1809 — 01.06.1815 — подполковник Семека, Савва Яковлевич (27.02.1812 — 22.06.1812 числился в отставке, фактически оставаясь в должности)
- 01.06.1815 — 01.01.1819 — полковник барон Штакельберг, Фёдор Максимович
- 12.01.1819 — 30.08.1823 — полковник Колчевский, Василий Иванович
- 12.12.1823 — 24.10.1824 — полковник Свечин, Пётр Александрович
- 24.10.1824 — 06.12.1834 — подполковник (с 23.08.1826 полковник) Гротенгельм, Максим Максимович
- 06.12.1834 — 27.09.1836 — полковник Ховен, Константин Егорович
- 27.10.1836 — 20.01.1848 — подполковник (с 06.12.1836 полковник, с 07.04.1846 генерал-майор) Кенский, Захар Иванович
- 20.01.1848 — 23.11.1855 — полковник (с 26.11.1852 генерал-майор) Халецкий, Иван Альбертович
- 23.11.1855 — 29.11.1855 — полковник Бонтан, Константин Петрович
- 29.11.1855 — 03.06.1861 — подполковник (с 01.01.1856 полковник, с 30.08.1856 флигель-адъютант) граф Голенищев-Кутузов, Василий Павлович
- 03.06.1861 — 23.03.1866 — полковник Тим, Станислав Эдуардович
- 23.03.1866 — 16.01.1871 — полковник Гревс, Константин Алексеевич
- 16.01.1871 — 04.05.1872 — полковник Вольф, Оттон Иосифович
- 04.05.1872 — 01.01.1878 — флигель-адъютант полковник барон Корф, Александр Николаевич
- 03.02.1878 — 23.03.1884 — полковник Лесли, Александр Александрович
- 23.03.1884 — 16.03.1891 — полковник Коссинский, Константин Дмитриевич
- 29.05.1891 — 31.07.1895 — полковник Бенкендорф, Александр Александрович
- 07.08.1895 — 03.12.1899 — полковник Выттек, Родзислав Эдуардович
- 28.01.1900 — 29.12.1901 — полковник князь Туманов, Георгий Александрович
- 01.03.1902 — 06.02.1907 — полковник Еропкин, Ипполит Алексеевич
- 16.02.1907 — 21.02.1910 — полковник барон фон Штемпель, Николай Аркадьевич
- 23.02.1910 — 24.05.1912 — полковник Драгомиров, Абрам Михайлович
- 04.06.1912 — 09.03.1917 — полковник (с 10.04.1916 генерал-майор) Третилов, Александр Николаевич
- 17.03.1917 — 08.05.1917 — генерал-майор князь Кантакузин, Владимир Георгиевич
- 19.05.1917 — хх.хх.хххх — полковник Поплавский, Флориан Мечиславович
- осень 1919 — полковник Иванов, Евгений Васильевич

## Известные люди, служившие в полку
- Четвертаков, Ермолай Васильевич — герой Отечественной войны 1812 года.
- граф Ферзен, Павел Карлович
- Величко, Алексей Львович, лебединский уездный предводитель дворянства, камергер.
- Жидик, Алексей Васильевич — подпрапорщик, награждённый пятью Георгиевскими крестами и четырьмя Георгиевскими медалями
- Беннигсен, Леонтий Леонтьевич — генерал от кавалерии